# Tate (deus)
Tate é o nome do deus do vento na mitologia Lakota (índios nativos da Dakota do Sul, nos Estados Unidos).